# كيفن هاردي (لاعب كرة قدم أمريكية)
كيفن هاردي (بالإنجليزية: Kevin Hardy)‏ هو لاعب كرة قدم أمريكية أمريكي، ولد في 24 يوليو 1973 في إيفانسفيل في الولايات المتحدة.

## وصلات خارجية
- كيفن هاردي على موقع مرجع كرة القدم المحترفة.كوم (الإنجليزية)
- كيفن هاردي على موقع كلية كرة القدم في سبورتس رفرنس.كوم (الإنجليزية)